# Giapponesi
I giapponesi (日本人?, nihonjin o ?, nipponjin) sono il gruppo etnico numericamente più consistente del Giappone. Il principale gruppo etnico del Giappone (che costituisce la quasi totalità degli abitanti delle isole) è anche detto Yamato, cui si aggiungono gli Ainu che non sono Yamato e i Ryukyuani la cui classificazione all'interno degli Yamato è incerta.
Nel mondo circa 129 milioni di persone sono di origine giapponese, di cui circa 125 milioni viventi in Giappone. Grosse comunità sono presenti anche in Brasile e negli Stati Uniti.

## Origini
Il popolamento dell'arcipelago nipponico viene fatto risalire attorno al 30.000 a.C., periodo in cui si verificarono movimenti migratori di popolazioni originarie del sud-est asiatico.
Una nuova ondata migratoria si verificò probabilmente attorno al 10.000 a.C. da parte degli Ainu, una popolazione paleo-europoide di incerta origine, i cui membri avevano tratti somatici caucasici. Molti tendono a definire gli Ainu come la vera popolazione autoctona del Giappone, tuttavia pare che negli anni successivi gli Ainu si siano fusi con nuove popolazioni di stirpe mongolica che si stabilirono nel territorio, provenienti dalla Corea e da altre zone del continente asiatico. Queste mistioni di etnie diverse causarono la riduzione numerica degli Ainu e diedero inizio a una nuova etnia, gli Jōmon, e anche a una nuova cultura e a una nuova epoca detta Jōmon.
Una nuova ondata migratoria nell'arcipelago giapponese si verificò attorno al 250 a.C., costituita da popolazioni mongole provenienti dalla Corea e dal sud della Cina, che fuggirono a causa delle continue guerre che si combattevano in quelle zone. Questi gruppi si relazionarono e si meticciarono con gli abitanti locali attraverso varie fasi stabilendo nell'arcipelago giapponese una nuova cultura, che portò ad una nuova era denominata Yayoi. A partire dal 250 d.C., con l'inizio dell'era Kofun, il Giappone fu diviso in comunità tribali dette uji (宇治?), ma i primi segni di unità nazionale cominciarono ad aversi attorno al 500 d.C., quando ebbe inizio il periodo Yamato.
Molti comunque fanno risalire la formazione etnica del popolo giapponese a circa il V secolo, quando l'intensificarsi di scambi economici e culturali con la Corea e la Cina portarono all'adozione della scrittura cinese, oltre che il verificarsi di flussi migratori da quell'area. Ciò nonostante, l'influsso culturale dai quei paesi o la «sinizzazione» del Giappone non portarono a una colonizzazione oppure a una imitazione linguistica, ma al contrario a sviluppare un'identità etnica, linguistica e nazionale proprie.

## Genetica
L'attuale popolo giapponese, secondo il moderno studio della genetica (e dello studio del cromosoma Y in particolare), discende da un crogiolo di vari gruppi etnici che si sono diffusi sull'isola, amalgamandosi e/o scontrandosi, nel corso dei secoli. Vi sono due aplogruppi dominanti (D e O), che riportano rispettivamente alle etnie Jomon e Yayoi e due aplogruppi minori (C e N), tutti ramificati in aplogruppi minori.
Gli studi dimostrano due grandi ondate di immigrazioni (circa 20/12.000 e 4/2.300) anni fa e due direttrici nord-sud e sud-nord.

### Albero filogenetico dei giapponesi (cromosoma Y)
Y, il cosiddetto "Adamo ancestrale"
- A (M91, P97)
- BT (SRY1532.1/SRY10831.1, M42, M94, M139, M299) (questo gruppo è indicato anche come YxA)
  - B (M60, M181, P85, P90)
  - CF (M168, M294, P9.1)
    - DE (M1/YAP, M145/P205, M203, P144, P153, P165, P167, P183)
      - D (M55) (Jomon 1, Ainu)

    - C, F (P143)
      - C (M8/C1a1) (Jomon 2, Emishi)
      - F (M89, M213/P137, M235, P14, P133, P134, P135, P136, P138, P139, P140, P141, P142, P145, P146, P148, P149, P151, P157, P158, P159, P160, P161, P163, P166, P187)
        - IJK (L15/M523/S137, L16/M522S138, L69.1(=G)/S163.1)
          - K (M9, P128, P131, P132)
            - MNOPS (M526)
              - NO (M214, P188, P192, P193, P194, P195)
                - N (M231)
                - O (M175, P186, P191, P196) (Yayoi)

### Aplogruppi principali
Questi dunque gli aplogruppi diffusi in Giappone:
- aplogruppo D (34.7%); ceppo molto antico, appartengono a esso molti Ainu e buona parte dei giapponesi, probabilmente coloro che fanno parte del gruppo Jomon, gli abitanti originari del Giappone. Tale aplogruppo appartiene ai discendenti dei cacciatori-raccoglitori arrivati dal continente asiatico in un momento in cui le due regioni erano fisicamente collegate, ovvero fra i 20.000 e i 12.000 anni fa, prima che l'avanzare del livello del mare, alla fine dell'ultima glaciazione, separasse l'arcipelago giapponese dal continente asiatico spingendo i Jomon a diffondersi nelle isole nipponiche. È diffuso in un'area a forma di "U" nella zona settentrionale del Giappone, abitata dagli Ainu e nelle isole Ryūkyū, nell'estremo sud, come le isole Okinawa;
- aplogruppo O
  - sottogruppo O2 (P31) (31.8%); probabilmente originatosi fra Manciuria, Cina settentrionale e Corea, è molto comune nei coreani ed è ben diffuso in Giappone, soprattutto nel tipo di gruppo O2b1 (22%). È probabilmente da considerare il retaggio genetico del gruppo Yayoi, che arrivò nel Neolitico (circa 4.000/2.300 anni fa) in Giappone introducendo ad esempio dalla Corea l'agricoltura del riso e che si impose fra le precedenti popolazioni locali;
  - sottogruppo O3 (M122) (20.2%); tipico delle popolazioni dell'Asia orientale e del sud-est asiatico, probabilmente anch'esso parte del gruppo Yayoi. Questi aplogruppi O sono diffusi maggiormente nella parte sud-occidentale dell'arcipelago giapponese, come l'isola di Kyūshū;
- aplogruppo C, sottogruppo C3 (8.5%), con tracce di C3 (centro asiatico) e C1 (che si ritiene sorto in Giappone e Europe), è presente fra genti delle Jomon (Emishi) e deve essere arrivato circa 12.000 anni fa. È diffuso maggiormente nelle zone di Tokushima (10%), Okinawa (4.4%-8%), Honshū 9.8%, Kyūshū 0%-6.4%;
- aplogruppo N (3.9%); raro in Giappone e sorto in Asia sud-orientale circa 15.000 a 20.000 anni fa.

## Comunità giapponesi e di origine giapponese nel mondo
Nei secoli scorsi il Giappone è stato interessato da movimenti migratori verso altri paesi.
L'inizio dell'emigrazione giapponese viene fatto risalire al XII secolo ed era diretta unicamente verso le Filippine, ma non era un vero e proprio fenomeno di massa, che diversamente si verificò a partire dal periodo Meiji, quando questi emigrati, detti nikkei (日系?), si diressero verso Stati Uniti, Brasile, Canada, Perù e Argentina. Una parte significativa di questi emigrò anche verso i territori conquistati dall'Impero giapponese nel periodo della sua espansione coloniale nei territori dell'Estremo Oriente: Taiwan, Corea, Sachalin, Cina e isole del Pacifico.
Attualmente la comunità di origine giapponese nel mondo conta circa 3,8 milioni di individui. Gran parte di essi risiede in Brasile (nippo-brasiliani), più precisamente negli Stati di San Paolo e Paraná, mentre negli Stati Uniti essi sono maggiormente concentrati nelle Hawaii (giapponesi delle Hawaii), in California e nello Stato di Washington. Un piccolo gruppo di cittadini di origine nipponica vive anche in Canada, in Europa e in Oceania. A queste comunità di più remoto insediamento si aggiungono circa un milione di cittadini giapponesi residenti all'estero, in numerosi paesi.